# Disulfidy

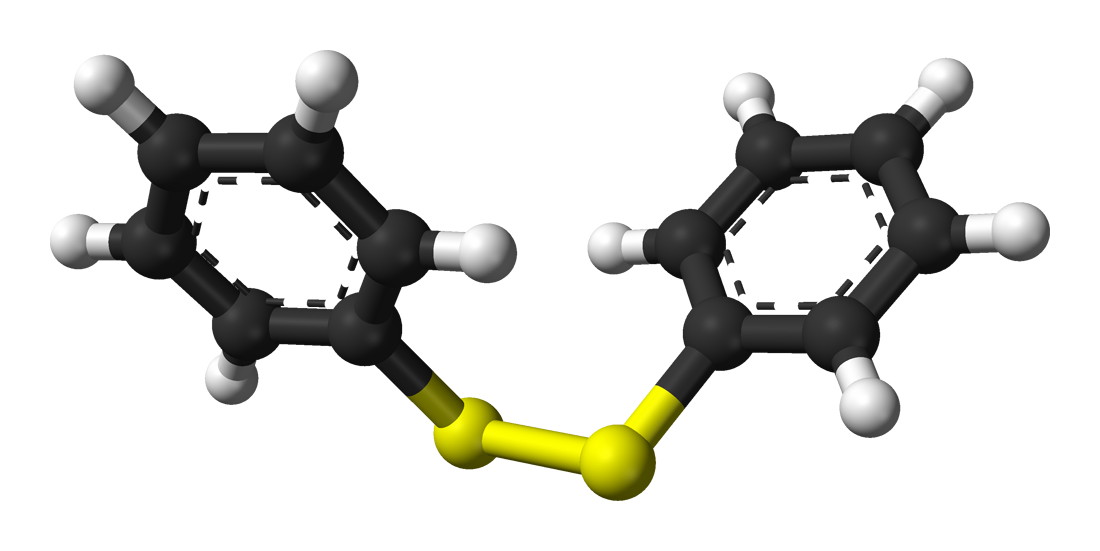
bifenyl disulfid

Disulfidy (též persulfidy nebo thioperoxidy) jsou sloučeniny obsahující skupinu –S–S–. Jsou sirnými analogy peroxidů.

## Anorganické disulfidy
Anorganické disulfidy obsahují disulfidový aniont S 2-
2 . Každý atom síry má oxidační číslo −I (stejně jako kyslík v peroxidech).

### Příklady
- Disulfid železnatý – tvoří dva minerály, pyrit a markazit
- Disulfid amonný – složka polysulfidu amonného